# Футбольная ассоциация Островов Кука
Футбольная ассоциация Островов Кука (англ. Cook Islands Football Association (CIFA)) — организация на Островах Кука, которая занимается организацией национального чемпионата, сборных страны, поддержкой, развитием и популяризацией всего футбола в целом.

## История
Футбольная ассоциация Островов Кука была основана в 1971 году с целью развития футбол и дальнейшего вхождения в ФИФА. В 1994 году ассоциация стала членом ФИФА и ОФК
По состоянию на июнь 2009 года в ассоциацию входили 14 членов — 7 Футбольных клубов Раротонги («Аватиу», «Пуаикура», «Никао», «Матавера», «Такуваине», «Титикавека», «Тупапа Мараэренга»), Футбольная ассоциация Атиу, Футбольная ассоциация Аитутаки, Футбольная ассоциация Мангаиа, Футбольная ассоциация Мауке, Футбольная ассоциация Митиаро, Футбольная ассоциация Пукапука и Футбольная ассоциация Ракаханга.